# Kånna
Kånna  ist eine Ortschaft (tätort) in der schwedischen Provinz Kronobergs län und der historischen Provinz Småland. Der Ort in der Gemeinde Ljungby liegt etwa vier Kilometer südlich von Ljungby am Fluss Lagan nahe der Europastraße 4.

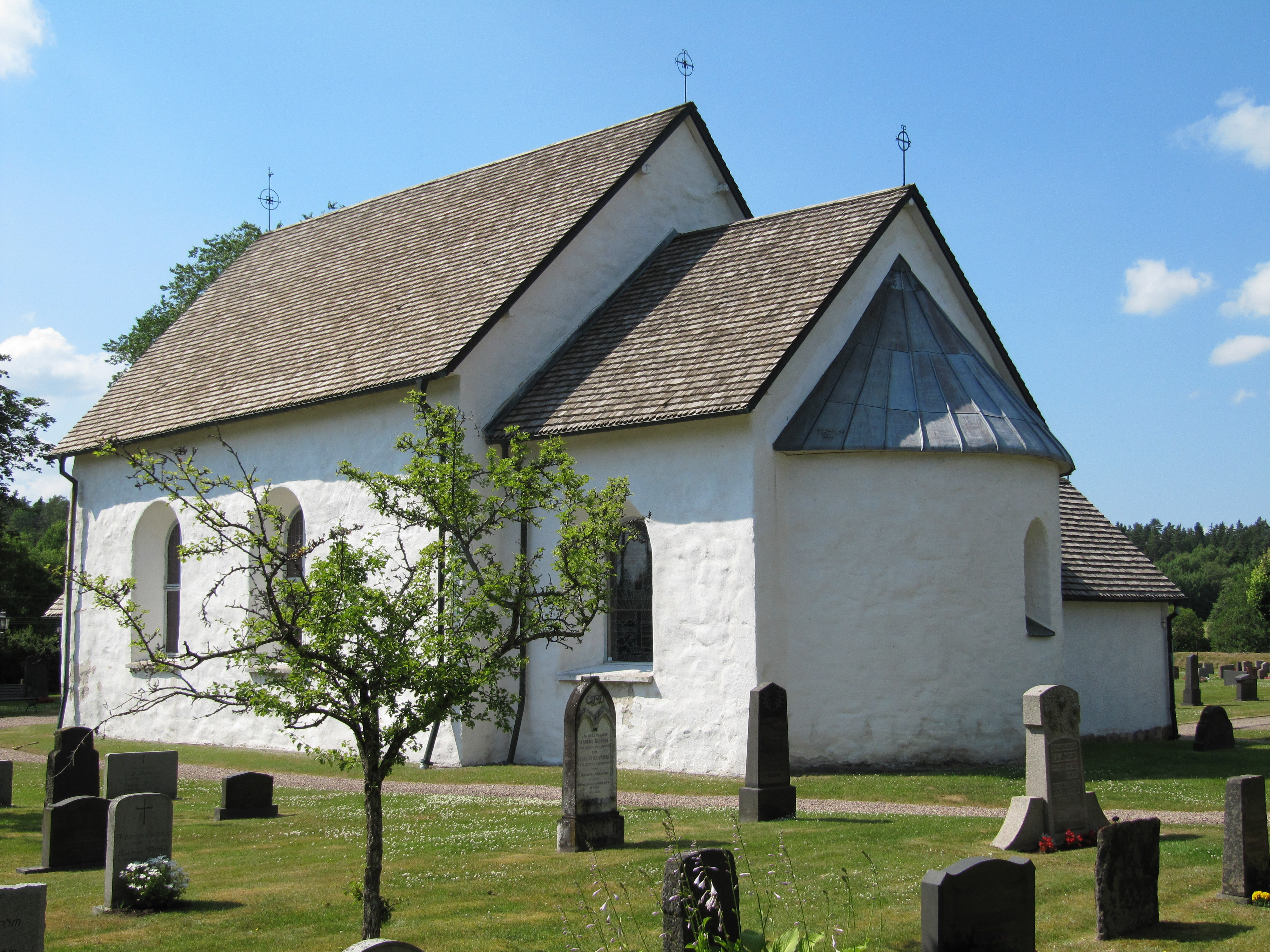
Die Kirche in Kånna

Im Ort ist die Verpackungsfirma „Emballator Lagan Plast AB“ ansässig. Der Großteil der Einwohner pendelt jedoch nach Ljungby. Des Weiteren existieren in Kånna eine Vorschule, ein Freizeitheim, eine Jugendherberge sowie eine Schule für die Jahrgänge 0–6. Die Schüler der Jahrgänge 7–9 besuchen die „Astradskolan“ in Ljungby.
Im Ort findet sich auch „Höga Rör“, eine Grabstelle aus der Bronzezeit.

## Persönlichkeiten
- John Lind (* 1854 in Kånnan; † 1930 in Minneapolis/USA), Politiker, Gouverneur des US-Bundesstaates Minnesota